# Lúčanský vodopád
Lúčanský vodopád je národní přírodní památka v oblasti TANAP. Nachází se v katastrálním území obce Lúčky na potoku Teplianka v okrese Ružomberok v Žilinském kraji. Území bylo vyhlášeno či novelizováno v roce 1974 na rozloze x ha. Ochranné pásmo nebylo stanoveno.

## Popis
Vodopád je 13 metrů vysoký umístěn je v centru obce Lúčky díky čemuž je považován za raritní. Pod vodopádem je i malé jezírko ve kterém je díky travertinovému podloží voda v něm zabarvená do bledomodré barvy. Atrakce je přístupná celoročně, díky průsakům teplých pramenů z koupelí voda nezamrzá ani v zimním období. V jezírku pod vodopádem je povoleno koupání na vlastní zodpovědnost a blízkém parku jsou umístěny aj lavičky. V blízkosti parku se nachází welnes centrum a samotné koupele. V roce 2022 bylo k vodopádu přidáno umělé osvětlení, které mění barvu v 30 sekundových intervalech a je tak možno vidět vodopád nasvícený až v 6 barvách což zvýrazňuje jeho krásu v nočních hodinách.

## Předmět ochrany
Předmětem ochrany je přirozený odkryt profilu poměrně hrubé vrstvy travertinů, který poskytl vzácné paleontologické a archeologické nálezy, tamější potok vytváří na něm vodopád. Objekt velké krajinářské, přírodní a estetické hodnoty.

## Fotogalerie

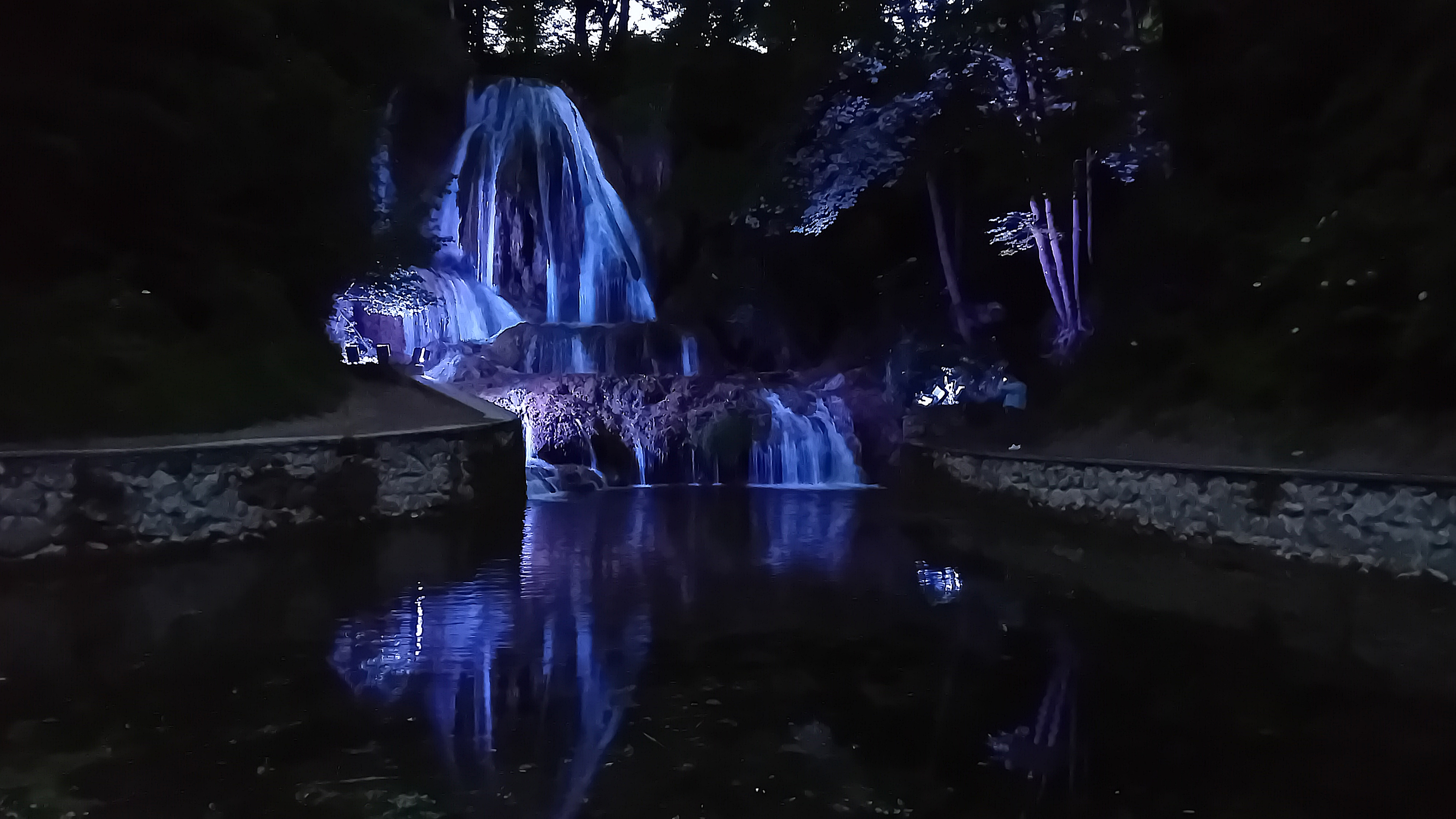
Vodopád v noci
- Vodopád přes den
- Rozsvícení nočního osvětlení